# Niamh Kavanagh

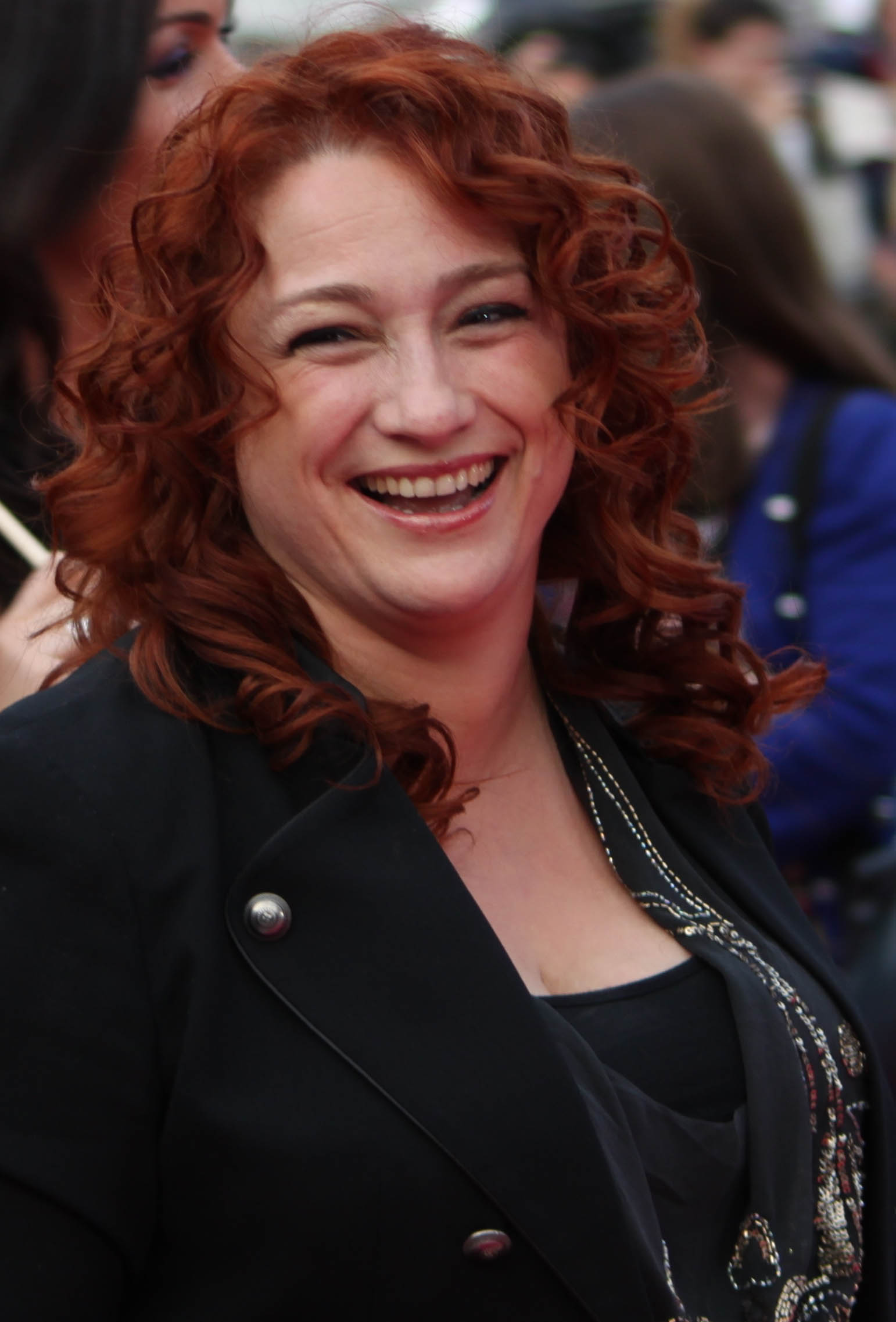
Niamh Kavanagh

Niamh Kavanagh (Dublim, 13 de fevereiro de 1968) é uma cantora irlandesa.

## Biografia
Em 1991, a artista cantou interpreta uma canção que fez parte da banda sonora do filme The Commitments de Alan Parker.
Ela concorreu ao Festival Eurovisão da Canção 1993, representando a Irlanda interpretando o tema In your eyes (Nos teus olhos), o disco mais vendido na Irlanda durante esse ano. 
Em meados da década de 1990, obteve algum êxito com a publicação de um álbum, mas decidiu pouco depois dedicar sua vida à família.

## Discografia

### Álbuns
- Flying blind
- Together Alone (colaboração de Gerry Carney)

### Singles
- Wonderdrug
- Romeo's twin
- Sometimes Love
- Flying blind
- Red roses and me (com The Dubliners)
- In Your Eyes

### Participações
- The commitments vol 1 & 2
- Mick Hanley, live at the meeting place
- The Frankie Millar Songwriting project
- The Meeting Place, 10 year anniversary
- The Shanley sessions